# Kate Bock
Kate Lynne Bock (30 de enero de 1993) es una modelo canadiense. Figuró en Sports Illustrated Swimsuit Issue desde 2013 a 2018, siendo votada "Novata del Año" en su primera aparición.

## Carrera
Fue descubierta a la edad de 12 años en una piscina local. Después de graduarse, se mudó a París. Habla francés con fluidez. Durante su carrera, ha aparecido en revistas como Maxim y Elle. Ha modelado también para Victoria's Secret.
En 2011 Bock apareció en el video musical de la canción Jack Sparrow de The Lonely Island.

### Vida personal
Bock, es novia del jugador de baloncesto norteamericano Kevin Love, con quien en enero pasado se comprometieron en matrimonio, previsto para finales de 2021. Se casaron el 25 de junio de 2022 en la Biblioteca Pública de Nueva York.